# Pterotaea powelli
Pterotaea powelli är en fjärilsart som beskrevs av Frederick H. Rindge 1970. Pterotaea powelli ingår i släktet Pterotaea och familjen mätare. Inga underarter finns listade.